# Казимир
Казими́р — мужское имя славянского происхождения, по одной версии, образованное сложением праслав. *kaziti — «портить, вредить» и *mirъ — «мир, покой», а по другой — заимствовано из польского со значением «предсказывать, проповедовать» + «мир».
Католикам часто это имя даётся в честь святого Казимира — покровителя Польши, Литвы и молодёжи.
Именины Казимира — 4 марта, 22 марта и 12 июня.

## Иноязычные аналоги
- пол. Kazimierz — Казимеж (произносится как Кажьи́меж)
- лит. Kazimieras и Kazys — Казиме́рас, Казис
- нем. Kasimir и Casimir — Ка́зимир
- фр. Casimir — Казими́р
- исп.  и итал. Casimiro, Casimiero, Cazimiro, Casmiro — Казимиро, Казимеро, Касмиро
- чамор. , словац.  и венг.  Kazimír — Казими́р
- эсп. Kazimiro — Казими́ро
- укр. Казимир — Казымыр
- бел. Казімір и бел. Казімер — Казимир и Казимер

## Известные носители

### Первое имя
- Казимир Святой — католический святой
- Казимир I, Казимир II, Казимир III, Казимир IV, Ян Казимир Ваза — правители Польши (Казимир I — князь/герцог, остальные — короли)Казимир I:[править]  -  Казимир I (1016—1058) — польский князь (с 1039).
  -  Казимир I Варшавский (1320/1331—1355) — князь черский, варшавский и равский.
  -  Казимир I Куявский (ок. 1211—1267) — князь куявский (1233—1267).
  -  Казимир I Опольский (ок. 1178/1180 — 1230) — князь опольско-рацибужский (1211—1230).
  -  Казимир I Освенцимский (ок. 1396—1433/1434) — князь цешинский и освенцимский.
  -  Казимир I Цешинский (1280/1290-1358) — князь цешинский, севежский и бытомский.
- Казимир II Белзский (1396/1407—1442) — князь плоцкий, белзский, равский и визненский.
- Казимир II Бытомский (1253/1257—1312) — князь Опольский и Бытомский.
- Казимир II Заторский (ок. 1450—1490) — князь заторский.
- Казимир II Цешинский (1448/1453—1528) — князь цешинский, сцинавский, глогувский и опавский.
- Казимир III Плоцкий (ок. 1449—1480) — князь варшавский, цехановский, черский, плоцкий и визненский.
- Казимир IV (ок. 1345/51—1377) — князь Добжинский, герцог Померании-Слупска.
- Казимир Вильгельм Гессен-Гомбургский (1690—1726) — принц Гессен-Гомбургский.
- Казимир цу Сайн-Витгенштейн-Берлебургский — граф Виттгенштайнер-Ланд.
- Малевич, Казимир Северинович (1879—1935) — российский, украинский и советский художник-авангардист польского происхождения.

### Часть имени
- Иоанн Казимир — рейнский пфальцграф
- Иоанн Казимир — саксонский герцог
- А́дах Казимеж Пётр (Kazimierz Piotr Adach; род. 1957) — польский боксёр, олимпийский медалист
- фон Блюмента́ль Казимир — швейцарский композитор и дирижёр
- Гу́рский Казимир Клаудиуш (Kazimierz Klaudiusz Górski; 1921—2006) — польский футболист и тренер
- Делави́нь Казими́р Франсуа́(Jean François Casimir Delavigne; 1793—1843) — французский поэт и драматург, автор текста «Варшавянки»
- фон Карме́р Иога́нн Ге́нрих Казими́р — прусский государственный деятель
- Корыге́лло Василий Казимир — удельный литовский князь
- Куц Казимеж Юлиан (Kazimierz Julian Kutz или Kuc; род. 1929) — польский кинорежиссёр
- Михало́вский Казимеж Юзеф Мариан (Kazimierz Józef Marian Michałowski; 1901—1981) — польский археолог, египтолог, историк искусства, академик, создатель польской школы средиземноморской археологии
- Мортье, Адольф Эдуард Казимир Жозеф — маршал Франции
- Оги́ньский Михаил Казимир — польский государственный и военный деятель
- Пац Михаил Казимир — военачальник, великий гетман литовский
- Пула́ский Казимир Михал Вацлав Виктор (Kazimierz Michał Wacław Wiktor Pułaski; 1745—1779) — военачальник, герой войны за независимость США, создатель американской кавалерии
- Сарбе́вский Мацей Казимир — литовско-польский латиноязычный поэт и теоретик литературы
- Чарторы́йский Адам Казимир — польский государственный деятель
- Шепти́цкий Климентий Казимир — архимандрит Украинской грекокатолической церкви
- Шо́ка Эдмунд Казимир — кардинал, губернатор Ватикана

В XVII веке на территории современного штата Делавэр существовал голландский форт Казимир, названный в честь Эрнста Казимира I, графа Нассау-Дицского и штатгальтера Фрисландии и Дренте.

### Фамилии, образованные от имени Казимир
- Казимир, Хендрик — голландский физик
- Казимир-Перье Жан — президент Франции в 1894—1895 годах
- Казимир — русский дворянский род, происходящий от молдавского боярина Гаврила Казимира (1696) и внесенный в I часть родословной книги Бессарабской губернии
- Казимир, Константин Фёдорович (1860—1910) — депутат Государственной думы Российской империи I созыва.

От имени Казимир образованы также фамилии Казимиров, Казимирский и другие.

### Другое
- Казимир Великий — польский художественный исторический фильм-биография 1975 года.
- Казимир — деревня района Требишов, Кошицкий край Словакии.
- Казимир — плотная гладкокрашеная шерстяная ткань саржевого переплетения.